# Fibrado de Seifert
Un fibrado de Seifert es una 3-variedad que se obtiene construyendo un fibrado del tipo
{\displaystyle S^{1}\subset E\to \Sigma }
donde {\displaystyle \Sigma } es un orbifold que admite conos pero no líneas reflectoras (reflector lines).
Esto último significa que {\displaystyle E} es localmente un producto
{\displaystyle U\times S^{1}} donde {\displaystyle U} es un conjunto abierto de {\displaystyle \Sigma } salvo en una cantidad finita de puntos excepcionales
{\displaystyle p_{1},p_{2},...,p_{k}} para los cuales hay discos (vecindades)
{\displaystyle D_{1},D_{2},...,D_{k}} , uno para cada {\displaystyle p_{i}} , disjuntos, 
tales que la fibración por {\displaystyle S^{1}} ya no es trivial igual a {\displaystyle D\times S^{1}} (fibraciones no triviales de toros sólidos).
Para obtener una fibración no trivial en un toro sólido, primero cortamos este 
en un disco meridional. Luego en este cilindro sólido damos un giro de 
{\displaystyle 2\pi {a \over b}} y después pegamos los extremos obteniendo un toro sólido fibrado por círculos {\displaystyle b}-veces más largos salvo el círculo determinado por el centro del disco. 

## Clasificación
La siguiente tabla es un diccionario bilingüe entre la primera clasificación original de H. Seifert en 1933 y la 1968-moderna de P. Orlik-F. Raymond
| {\displaystyle o_{1}=Oo}    |
| {\displaystyle n_{2}=On}    |
| {\displaystyle o_{2}=No}    |
| {\displaystyle n_{1}=NnI}   |
| {\displaystyle n_{3}=NnII}  |
| {\displaystyle n_{4}=NnIII} |
He aquí los once primeros SFS cuya caractéristica de Euler del orbifold es χ>0:
- 1. {\displaystyle (Oo,0|b)\,}: los cuales son (Oo,0|0)={\displaystyle S^{2}\times S^{1}}, (Oo,0|1)={\displaystyle S^{3}}. Y si b>1 entonces (Oo,0|b)=L(b,1) son espacios lentes no triviales.
  2. {\displaystyle (Oo,0|b:(a_{1},b_{1}))=L(ba_{1}+b_{1},a_{1}),\,}
  3. {\displaystyle (Oo,0|b:(a_{1},b_{1}),(a_{2},b_{2}))\,}
  4. {\displaystyle (Oo,0|b:(2,1),(2,1),(a_{3},b_{3}))\,}
  5. {\displaystyle (Oo,0|b:(2,1),(3,b_{2}),(3,b_{3}))\,}
  6. {\displaystyle (Oo,0|b:(2,1),(3,b_{2}),(4,b_{3}))\,}
  7. {\displaystyle (Oo,0|b:(2,1),(3,b_{2}),(5,b_{3}))=(Oo,0|-1:(2,1),(3,1),(5,1))\,} es la esfera de Poincaré
  8. {\displaystyle (NnI,1|b)\,}: son dos; {\displaystyle \mathbb {RP} ^{2}\times S^{1}} y el fibrado por la esfera {\displaystyle S^{2}} no trivial sobre el círculo: {\displaystyle S^{2}\otimes S^{1}}.
  9. {\displaystyle (NnI,1|b:(a_{1},b_{1}))\,}: son; {\displaystyle \mathbb {RP} ^{2}\times S^{1}} cuando {\displaystyle ba_{1}+b_{1}} es par, y {\displaystyle S^{2}\otimes S^{1}} cuando {\displaystyle ba_{1}+b_{1}} es impar.
  10. {\displaystyle (On,1|b:)\,}: es una prisma-variedad.
  11. {\displaystyle (Oo,0|b:(a_{1},b_{1}))\,}: también.

Ahora los siguientes 11 que cumplen χ=0:
- 1. {\displaystyle (Oo,0|b:(3,b_{1}),(3,b_{2}),(3,b_{3},))\,}
  2. {\displaystyle (Oo,0|b:(2,1),(4,1),(4,b_{3}))\,}
  3. {\displaystyle (Oo,0|b:(2,1),(3,b_{2}),(6,b_{3}))\,}
  4. {\displaystyle (Oo,0|b:(2,1),(2,1)(2,1),(2,1),(2,1))\,}
  5. {\displaystyle (Oo,1|b)\,}: con b=1 esto es el producto trivial {\displaystyle T\times S^{1}}
  6. {\displaystyle (No,1|b))\,}
  7. {\displaystyle (NnI,1|0:(2,1),(2,1))\,}
  8. {\displaystyle (NnI,2|b)\,}: son dos K-fibrados sobre el círculo. Para b=0 es {\displaystyle K\times S^{1}}. Y para b=1 es {\displaystyle K\times _{t}S^{1}}, donde t es el único giro de Dehn de K.
  9. {\displaystyle (On,1|b:(2,1),(2,1))\,}
  10. {\displaystyle (On,2|b)\,}
  11. {\displaystyle (NnII,2|b)\,}: son dos K-fibrados sobre el círculo {\displaystyle K\times _{f}S^{1}} con las respectivas monodromías {\displaystyle f} el y-homeomorfismo y el y-homeomorfismo compuesto con el único giro de Dehn en la botella de Klein K.